# إيريكا ويليس
إيريكا ويليس (بالإنجليزية: Erica Willis)‏ هي منافسة ألعاب القوى أسترالية، ولدت في 11 مايو 1934.

## وصلات خارجية
- إيريكا ويليس على موقع النتائج التاريخية لألعاب القوى الأسترالية (الإنجليزية)
- إيريكا ويليس على موقع أوليمبيديا (الإنجليزية)
- إيريكا ويليس على موقع اللجنة الأولمبية الأسترالية (الإنجليزية)